# Yūko Fujimoto
Yūko Fujimoto (jap. 藤本佑子 Fujimoto Yūko; ur. 14 stycznia 1943 w Hiroszimie) – japońska siatkarka, medalistka olimpijska.

## Osiągnięcia reprezentacyjne
- Igrzyska Olimpijskie 1964